# Bornholm Express
Bornholm Express — скоростной пассажирский паром, построенный в 2006 году на верфи компании Damen Group в Сингапуре. Паром обслуживает маршруты между Швецией и Данией.

## Конструкция
Судно представляет собой монокорпус длиной 41 метр, шириной 8 метров и осадкой 2,3 метра. Корпус изготовлен из алюминия. Bornholm Express оснащён тремя дизельными двигателями Caterpillar C32, каждый из которых имеет мощность 1645 кВт. Двигатели приводят в действие три гребных винта через реверсивные редукторы. Максимальная скорость парома составляет 25 узлов.

## История
Bornholm Express был заказан компанией Christansøfarten 28 мая 2004 года. Судно спущено на воду в феврале 2006 года, строительство полностью завершено в марте 2006 года. 8 апреля 2006 года паром выгружен в Копенгагене, а затем направлен в Гудхьем. Bornholm Express введён в эксплуатацию 1 июня 2006 года.

## Маршруты
Bornholm Express перевозит до 245 пассажиров. Он обслуживает маршруты между Симришамном (Швеция) и Аллинге (остров Борнхольм, Дания), а также остров Кристиансё. Время в пути до Аллинге составляет около 60 минут, а до Кристиансё — 40 минут. В мае и сентябре паром выполняет рейсы между Борнхольмом и Колобжегом (Польша).

## Галерея

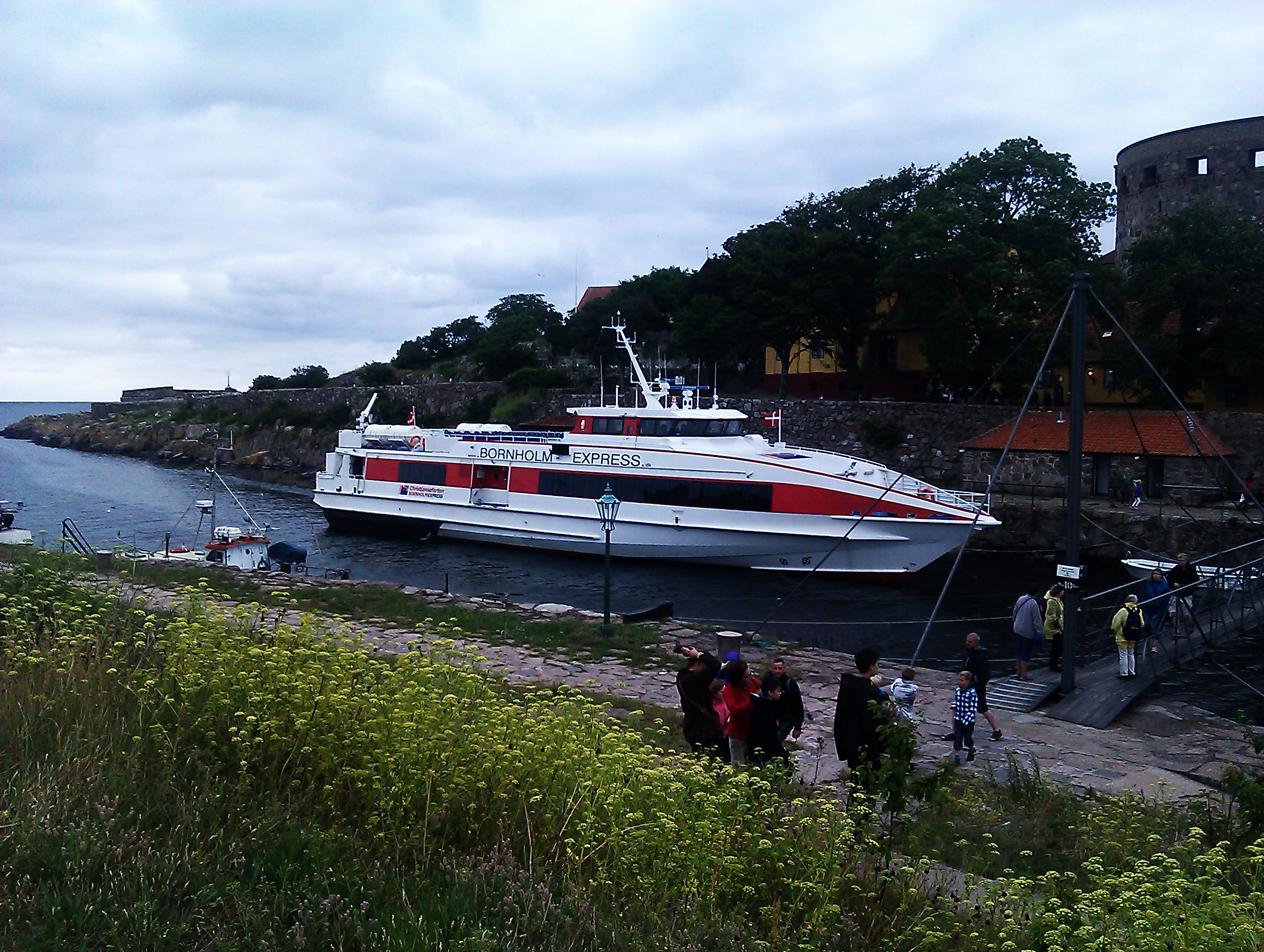
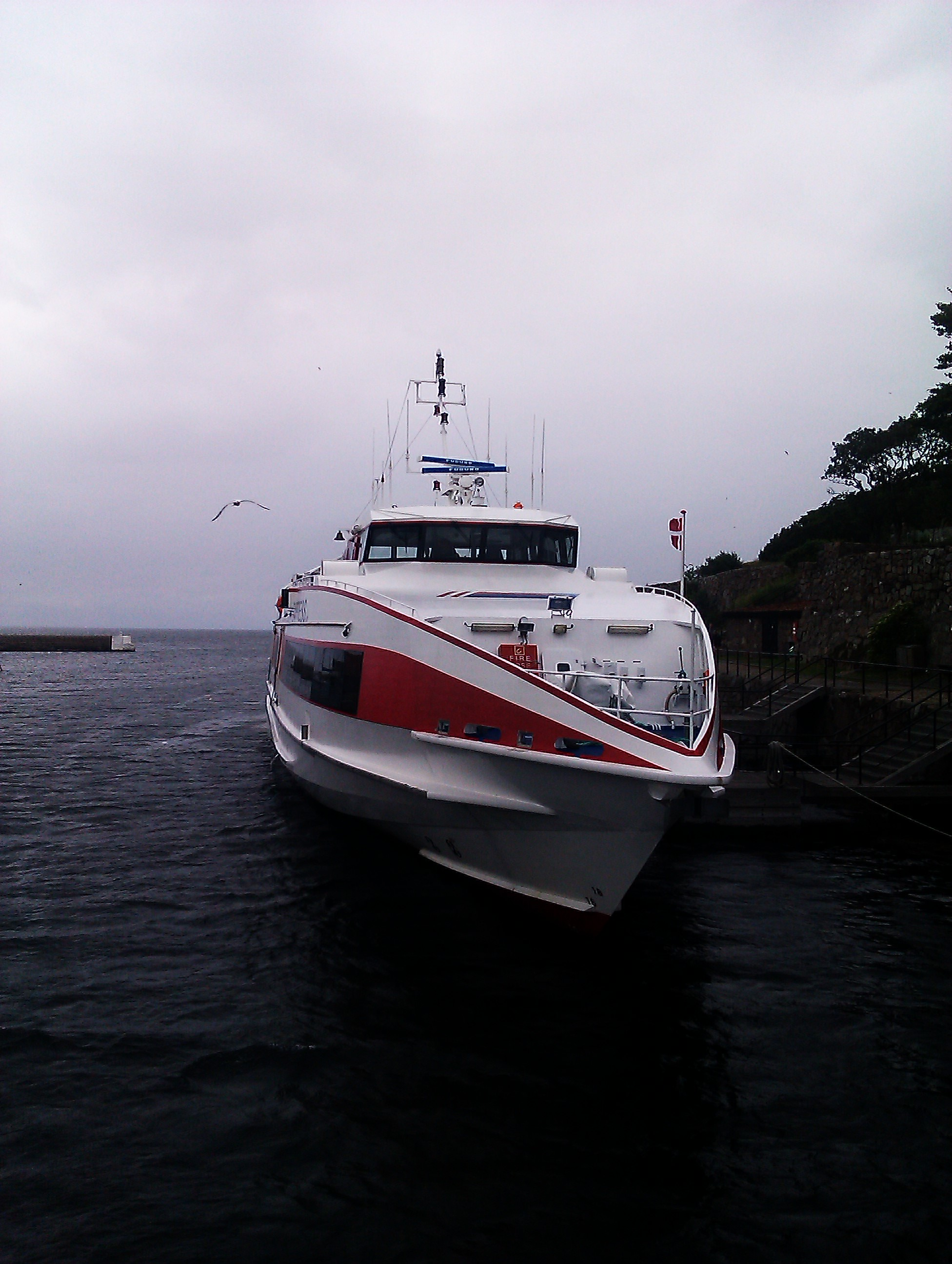
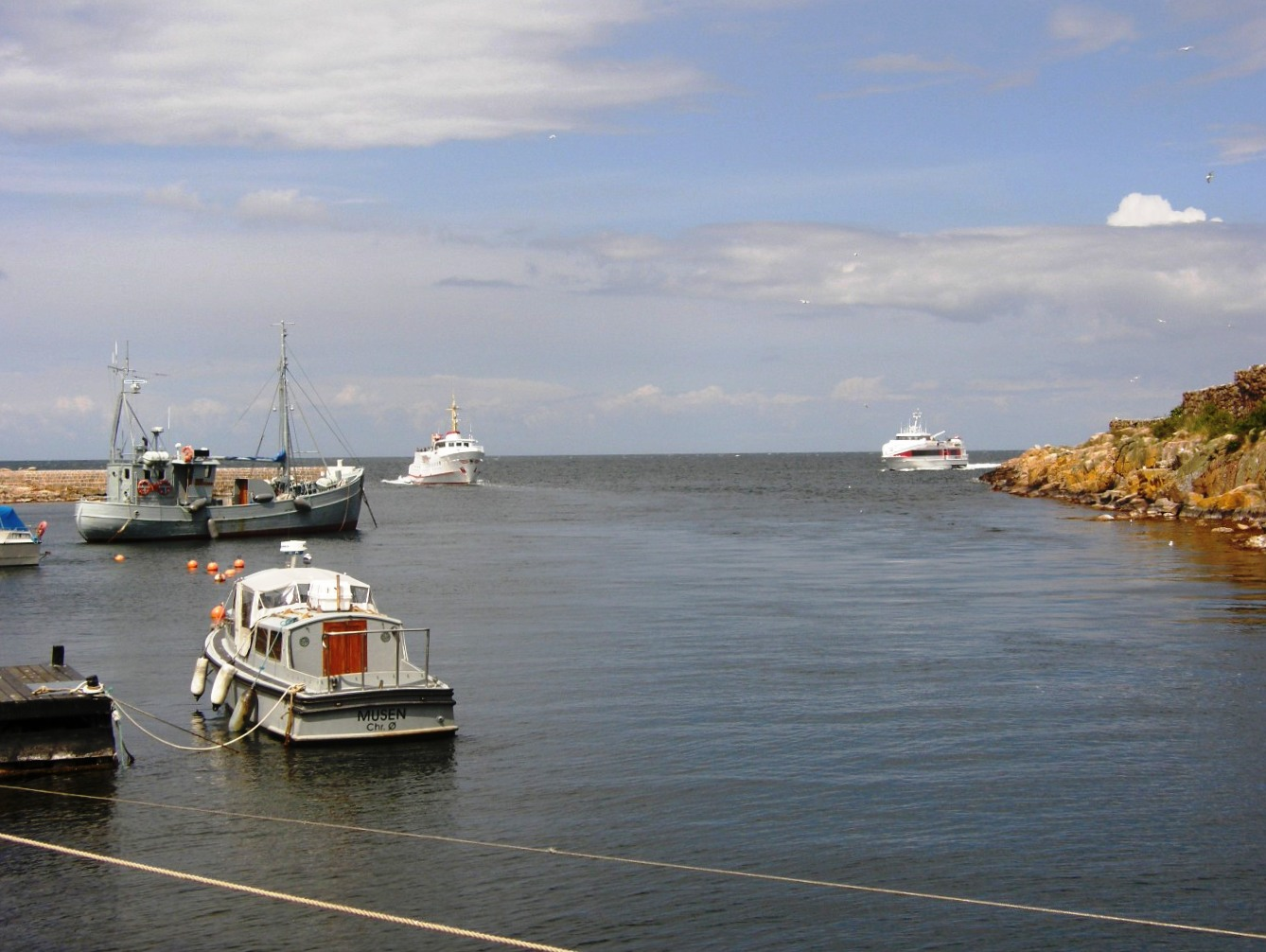